# Таваканово
Таваканово (баш. Тәүәкән) — деревня в Кугарчинском районе Республики Башкортостан Российской Федерации. Административный центр Тляумбетовского сельсовета. Малая родина первого Президента Республики Башкортостан М. Г. Рахимова.

## География
Находится при речках Аркыры, Чанка,  Куньяп. Рядом с деревней находится пруд.

### Географическое положение
Расстояние до:
- районного центра (Мраково): 54 км,
- ближайшей ж/д станции (Мелеуз): 77 км.

## Топоним
Названа в честь знатного старшины племени кыпсак Тавакана Сурагулова.

## Климат
| Показатель                    | Янв.  | Фев.  | Март | Апр. | Май  | Июнь | Июль | Авг. | Сен. | Окт. | Нояб. | Дек.  | Год  |
| ----------------------------- | ----- | ----- | ---- | ---- | ---- | ---- | ---- | ---- | ---- | ---- | ----- | ----- | ---- |
| Абсолютный максимум, °C       | 5     | 9     | 15   | 32   | 37   | 38   | 40   | 38   | 35   | 26   | 17    | 7     | 40   |
| Средний суточный максимум, °C | −11,5 | −7,2  | 0,8  | 10   | 19   | 23,4 | 26,1 | 24,6 | 17,8 | 9,1  | −2,1  | −8,8  | 9,3  |
| Средняя температура, °C       | −14   | −12,7 | −3   | 5,9  | 13,2 | 17,7 | 20,6 | 18,4 | 12,1 | 4,4  | −5,1  | −12,1 | 3,8  |
| Средний суточный минимум, °C  | −15,9 | −14,9 | −6,4 | 2,2  | 7,4  | 13,2 | 15,3 | 12,7 | 7,2  | 0,4  | −9,2  | −15,1 | −0,4 |
| Абсолютный минимум, °C        | −56   | −53   | −48  | −32  | −15  | −10  | −4   | −7   | −16  | −35  | −45   | −51   | −56  |
| Норма осадков, мм             | 34    | 28    | 29   | 28   | 37   | 42   | 46   | 31   | 32   | 40   | 34    | 36    | 417  |
| Температура воды, °C          | 0     | 0     | 0    | 5    | 14   | 19   | 22   | 21   | 14   | 6    | 1     | 0     | 8    |

Зимы в Таваканово обычно холоднее, чем в Уфе и длятся 5 месяцев, а лето обычно тёплое и длится 4-5 месяцев.

## История
Деревня была основана в середине XVIII века башкирами Санким-Кипчакской волости Ногайской дороги на собственных землях. 

## Население
| 2002 | 2009 | 2010 |
| ---- | ---- | ---- |
| 467  | ↗521 | ↗581 |

### Историческая численность населения
В 1795 году в деревне проживало 86 чел., в 1859 году — 332 чел., в 1920 году — 496 человек..

### Национальный состав
Согласно переписи 2002 года, преобладающая национальность — башкиры (99 %).

## Инфраструктура
Личное подсобное хозяйство с зоной сельскохозяйственного использования, индивидуальная застройка усадебного типа.
Основа экономики — сельское хозяйство. Центральная усадьба ООО «Тавакан». 
Есть средняя школа, детский сад, дом культуры, библиотека, спортивный комплекс с бассейном. Пожарная часть-Тавакан ГКУ ППС РБ.

## Транспорт
Деревня доступна автотранспортом. Остановка общественного транспорта «Таваканово» при въезде в деревню.

## Религия
В деревне есть мечеть «Галима».

## Известные уроженцы
- Абдрахимов, Вахит Рахматович (род. 10 января 1961 года) — глава администрации городского округа город Стерлитамак в 2009—2010 годах.
- Абдрахимов, Забих Абдулхакович (15 мая 1918 — 21 июля 1979) — геолог, первооткрыватель многих месторождений полезных ископаемых. Проводил геологоразведку на Крайнем Северо-востоке России и в Алжире.
- Абдрахи́мов, Раиф Рамазанович (род. 13 октября 1961 года) — заместитель Премьер-министра Правительства Республики Башкортостан Заслуженный строитель Республики Башкортостан. Депутат Государственного Собрания Республики Башкортостан 4 созыва.
- Рахимов, Муртаза Губайдуллович (7 февраля 1934 — 11 января 2023) — российский государственный и политический деятель, первый Президент Республики Башкортостан (с 12 декабря 1993 года по 15 июля 2010 года).